# Lars Märling
Lars Carlsson Märling (även namnformerna Marling och Merling) förekommer, var en svensk kyrkomålare verksam kring sekelskiftet 1700.
Märling som troligen var en skråansluten målare omnämns första gången 1692 då han målade Kristus och apostlarna på läktaren i Örslösa gamla kyrka i Västergötland. 1693 stofferade han predikstolen i Mellby gamla kyrka och 1697 målade han tillsammans med sin bror Anders Märling altarprydnaden i Väla kyrka. 1696 utförde han vägg- och läkarmålningar i Ölseruds kyrka, 1705 vägg och takmålningar i Skillingmarks kyrka samt en altartavla föreställande Kristus på korset för Segerstads kyrka. Han var bror till kyrkomålaren Anders Carlsson Märling. 